# 本雅明·内塔尼亚胡
本雅明·「比比」·納坦雅胡（希伯來語：בִּנְיָמִין (בִּיבִּי) נְתַנְיָהוּ，發音：[binjaˈmin netaˈnjahu] ⓘ；1949年10月21日—），以色列政治人物，為現任以色列總理及執政黨以色列聯合黨主席。其曾先後於1996年至1999年、2009年至2021年及2022年至今三度擔任以色列總理，在任時間共計超過17年，為以色列自1948年建國以來任期最長的總理。

## 生平
其父本錫安·内塔尼亞胡，原姓米利科夫斯基（波蘭語：Mileikowsky）生於華沙，為波蘭猶太裔歷史教授，曾参與編輯《希伯来百科全书》；長兄约纳坦為特種部隊軍官，1976年於恩德培行動中陣亡；幼弟埃多為放射科醫生及業餘作家。其本人服國家義務役時隸屬以色列國防军總参謀部直屬偵察營，三兄弟均曾於此部隊服役。
其14歲時隨家人移民美國，落戶費城附近並就讀當地中學，自此練就一口近乎母語水準的美式英語。1971年在麻省理工學院獲得建築學學士學位，後又在1973年麻省理工學院斯隆管理學院獲得管理學碩士學位，此後他在哈佛大學和麻省理工學院學習政治學，畢業後返國從商。1982年被任命為以色列駐美國大使館副館長，1984至88年間出任以色列駐聯合國大使。

## 政治生涯
1988年他首次當選以色列国会議員，其後在伊扎克·沙米尔的政府中任职。沙米尔在1992年利库德集团於大選失败后退出政坛。1993年利库德集团成立后内塔尼亚胡首次參選党魁並获胜。

### 首次出任总理：1996年－1999年
1996年，以色列首次直接选举总理。在以色列遭受一系列恐怖袭击后，代表右翼利库德集团的内塔尼亚胡宣布參选，當時他只有46歲，挑戰左翼工黨的時任總理希蒙·佩雷斯。
1995年11月4日，伊扎克·拉宾遇刺身亡后，繼任的希蒙·佩雷斯本来在民意调查中占优势，但是佩雷斯无法停止巴勒斯坦武裝組織对以色列的恐怖袭击，因此民众对他的信任大减。1996年3月3日和3月4日，以哈馬斯為首的巴勒斯坦恐怖組織两次进行自殺攻擊，32名以色列平民丧命。这两次攻击是导致佩雷斯支持度下降的主要原因。
与佩雷斯不同的是，内塔尼亚胡一直不信任巴勒斯坦解放組織領導人亚西尔·阿拉法特，他要求巴勒斯坦民族权力机构履行所有义务（主要是在打击恐怖活動方面，内塔尼亚胡一直懷疑阿拉法特仍繼續暗地支持對以色列恐怖活動，因其領導的法塔赫並無解除武裝）作为继续和平过程的条件。他的选举口号是“内塔尼亚胡——要一个安全的和平”。
内塔尼亚胡雇佣美国右翼政治顧問组织来组织他的大选，虽然美国式的选举在以色列遭到了很大的批评，但最后利库德集团还是获胜了。上任後，内塔尼亚胡和当时的耶路撒冷市长艾胡德·奧爾默特决定给哭墙隧道开一个新的开口，此举导致巴勒斯坦人的暴动，十数名以色列人和上百名巴勒斯坦人丧生。身为总理的内塔尼亚胡並未能在和平谈判中获得任何进展，他也無履行奥斯陆协议中所同意的诺言。1998年他与阿拉法特谈判达成了怀伊备忘录。内塔尼亚胡的和平谈判在以色列很受赞同，但也有人指责他阻止任何和平进展。
内塔尼亚胡對巴勒斯坦的強硬政策，遭到左派和右派的強烈反对，但是他在向巴勒斯坦人就希伯伦等土地做出让步后，也遭到了黨內右翼的強烈反对，右翼黨派和人士強烈反对与阿拉法特进行任何谈判。在一系列丑闻爆发后（包括关于他的婚外情传说）以及就贪污问题对他开始调查后，他失去了以色列不少公众的支持。
1999年，内塔尼亚胡在第二次直接选举总理的大选中，敗給工黨的埃胡德·巴拉克，被迫辭去利庫德集團領導人一職，暂时退出政坛。巧合的是，巴拉克雇佣比尔·克林顿的前大选组织人詹姆斯·卡维尔和其他美国顾问采纳同样的手段击败了内塔尼亚胡。

### 復出政壇
2001年，隨著利庫德集團重掌政權，内塔尼亚胡重新加入聯合政府，在两次采访中，内塔尼亚胡表示愿意考虑巴勒斯坦建国问题，但总體来说，他反对巴勒斯坦建国。
2002年，以色列工党退出聯合政府后，沙龙曾指命内塔尼亚胡为外交部长。内塔尼亚胡曾对沙龙的利库德集团党魁地位提出挑战，但是居下风。2003年大选后内塔尼亚胡接受了新的沙龙政府财政部长的职务。
作为财政部长，内塔尼亚胡试图重建在阿克萨起义中受到打击严重的以色列经济。这个计划包括自由市场，但许多人反对这个计划。内塔尼亚胡还实行了一系列一推再推的改革计划，包括对银行系统的重要的改革。这些措施使以色列国民生产总值明显提高。
2004年，内塔尼亚胡威胁假如依然要執行加沙撤军计划的话他将辞职。2005年8月7日，就在以色列内阁以17：5票通过撤出加沙地带的决议前不久，他签署了辞职书。8月9日他的辞呈获批准。
沙龙退出利库德集团后，内塔尼亚胡再次竞争利库德集团党魁，并于2005年12月20日以47%的票数获选。内塔尼亚胡在2006年大選後成為反對黨領袖。

### 再任总理：2009年－2021年

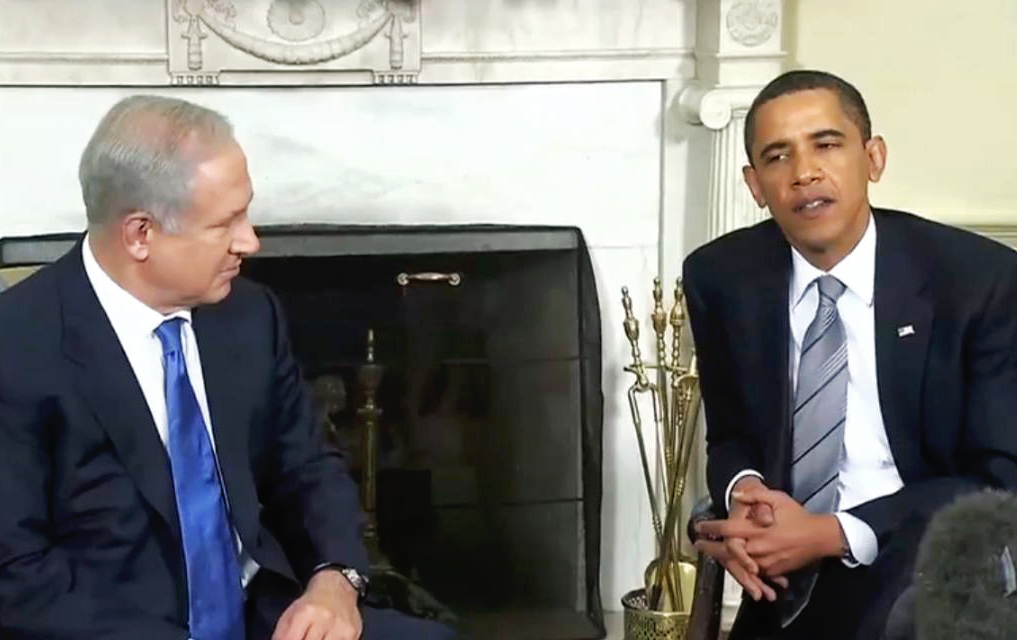
2009年5月18日内塔尼亚胡在白宫与美国总统贝拉克·奥巴马会面

2009年大選，利庫德集團獲得27席，較前進黨少一席。2月20日，以色列总统希蒙·佩雷斯办公室发表声明说，已选定利库德集团主席内塔尼亚胡负责组建以色列新一届政府。4月1日正式組建右翼聯合政府。
在他第二個任期中，對於哈馬斯和巴勒斯坦自治政府當局採取強硬態度，並多次對加沙地帶展開軍事行動。
2009年加沙戰爭，以色列毀了包括警察局、監獄和指揮中心等450個哈馬斯目標。聯合國說，頭兩天的空襲共造成320名巴勒斯坦人喪命，1400人受傷。為報復以色列軍事打擊，哈馬斯向以色列境內目標發射火箭彈和迫擊炮還擊。同時以色列北部也受到來自黎巴嫩方向發射的火箭彈襲擊。空襲持續一週後，以色列於次年1月3日派出地面部隊進入加沙地帶。
2012年雲柱行動，以色列國防軍於11月14日開始在加沙地帶展開的軍事行動，以報復此前哈馬斯方面對以色列南部城鎮的襲擊。
2013年以色列國會選舉，1月22日，内塔尼亚胡领导的利库德集团－我们的家园（兩黨聯合參選）共赢得31席，雖然議席減少11席，但維持第一大黨的地位，可以負責組建聯合政府。成立不久的中間派新政黨未来党赢得19席，中間偏左的工党則赢得15席。前進黨僅得2席。經過一個多月的組閣談判，最終内塔尼亚胡領導的利库德集团－我们的家园與中間派政黨未来党等達成協議，成功組建第三次聯合政府內閣，内塔尼亚胡亦成為以色列建國以來任期第二長的總理。
2013年5月8日，正在中国进行正式访问的内塔尼亚胡说，他访华的主要目标是推动以中加强经济合作。内塔尼亚胡曾于1998年以总理身份访问中国。在谈到两次访华的区别时，他表示很敬佩中国取得的巨大发展成就，看重15年来以中合作的深化。
2014年以巴衝突，以色列大規模空襲加沙，7月8日起在哈馬斯統治加沙地帶展開軍事行動，在衝突進行了50天後，以色列與巴勒斯坦武裝組織哈瑪斯已同意埃及提出的方案，從7月26日16時開始在加沙實施無限期停火，為50天來造成超過2100多人死亡的加沙戰事畫下句點。
2014年12月以色列总理内塔尼亚胡于周二宣布解除司法部长齐皮·利夫尼和财政部长亚伊尔·拉皮德职务，提前于2015年3月舉行大選。
2015年3月17日的大選，内塔尼亚胡領導的利库德集团取得30席，較選前增加12席，第四次組建聯合政府。因為長期作為利库德集团執政聯盟成員的以色列我們的家園退出，内塔尼亚胡的新聯合政府原只有61席，僅獲半數，但於2016年右翼的以色列我們的家園重新加入聯合政府後，聯合政府增至67席，成為以色列建國以來最為右翼的聯合政府。内塔尼亚胡政府有較深宗教及保守的元素，不少內閣成員擁有極右翼色彩，他領導的聯合政府被認為是以色列歷來最為右翼的政府。
2017年1月29日，美國總統川普決定在與墨西哥邊界起造圍牆，時任總理内塔尼亚胡表示認可，並表示他也在以色列與埃及邊界築了一道牆，有效防堵了非洲的非法移民。
2018年11月18日，在以色列特拉维夫，以色列总理内塔尼亚胡出席新闻发布会。以色列总理内塔尼亚胡当日宣布，他将兼任以色列国防部部长。

### 2019年选举
在2019年以色列議會選舉，内塔尼亚胡参加了以色列议会选举的利库德集团的所有细节。他建立了一个名为“利库德电视台”的电视台，由Eliraz Sade介绍。 利库德集团电视制作了一段视频，说藍與白联盟的领导人本尼·甘茨属于左翼，左边是危险的，显示以色列的坟墓死亡士兵。结果，出演视频的Avishai Ivri被停职了几天，但又回到了他的角色。 在2019年4月9日选举日，内塔尼亚胡指示利库德集团观察员在阿拉伯地区的投票站使用1,200个隐藏摄像机。目标是让阿拉伯选民觉得他们不受欢迎。
在选举结束时，内塔尼亚胡和利库德集团获得了35个席位，比之前的选举多了5个席位。 内塔尼亚胡为右翼政黨聯盟 (以色列)保留了一个席位，选举结束后，右翼政黨聯获得了利库德集团的席位。因此，利库德集团仍有34个席位，拥有5个席位的联盟增长到6个席位。
在与内塔尼亚胡的联合谈判期间，当选的宗教权利代表和阿维格多·利伯曼领导的以色列是我们的家园党反对为学生提供兵役义务的问题哈雷迪猶太教。
内塔尼亚胡拒绝向以色列总统返回他的政府任务。2019年5月29日，在工党拒绝加入联盟之后，宣布以色列议会选举2019年9月17日，这是以色列国家历史上的第一次。但是組閣又再度失敗，必須再度進行大選。
2020年4月21日，内塔尼亚胡及其政治对手本尼·甘茨同意组建联合政府，他使後者在新一屆政府中擔任「替代總理」兼國防部長。
2021年6月13日，國會以60票支持，59票反對，1票棄權通過對未來黨和右傾黨等政黨組成的聯合政府的信任動議，納夫塔利·貝內特成為新任總理，結束内塔尼亚胡12年的執政。

#### 刑事调查
自2017年1月以来，以色列警方对内塔尼亚胡进行了调查和质询，案件由“案件1000”和“案件2000”组成，由于他们之间的联系而被警方以这种方式命名。 在第一个案例“1000”中，总理被怀疑涉嫌从商人那里获得不适当的大规模福利，包括好莱坞制片人艾農·米爾臣和詹姆斯·帕克。 第二起案件涉嫌与新消息报达成协议，以促进立法削弱新消息报的主要竞争对手今日以色列報，以换取新消息报对内塔尼亚胡更有利的报道。
2017年8月3日，以色列警方首次证实内塔尼亚胡涉嫌欺诈，违反信托和贿赂“1000”和“2000”案件的罪行。 第二天据报道，总理的前任参谋长阿里哈罗已与检察官签署协议，成为州的证人并在这些案件中对内塔尼亚胡作证。
2018年2月13日，以色列警方向以色列检察院建议内塔尼亚胡将被控腐败。 根据警方的一份声明，在两个单独的“1000”和“2000”案件中，有足够的证据指控总理因贿赂，欺诈和违反信托罪而起诉。 内塔尼亚胡回应称，这些指控毫无根据，他将继续担任总理。 2018年11月25日，据报道，经济犯罪司司长Liat Ben-Ari建议对这两起案件提出起诉。该建议需要得到国家检察官Shai Nitzan和以色列阿维哈伊·曼德尔卜利特总检察长的批准。
2019年2月28日，阿维哈伊·曼德尔卜利特宣布他打算在三起案件中就内塔尼亚胡的贿赂和欺诈指控提出起诉。 内塔尼亚胡将成为以色列历史上首位被指控犯罪的总理。同年11月21日曼德尔卜利特再度確認將正式起訴內塔尼亞胡。
2019年11月21日，在組閣失敗之際，以色列總理班傑明·納坦雅胡被檢察部門以被以收賄、詐欺與背信三項罪名正式起訴。2020年1月1日，内塔尼亚胡宣布将向议会寻求豁免权，以免遭刑事起诉。
2020年1月28日，正在美国访问的内塔尼亚胡在其脸书账号上宣布，他决定撤销向以色列议会寻求豁免权的请求。数小时后，以色列总检察长曼德尔卜利特以受贿、欺诈和背信三项指控正式向耶路撒冷地方法院提起针对内塔尼亚胡的诉讼。
2020年5月24日，以色列耶路撒冷地方法院就本雅明·内塔尼亚胡涉嫌貪腐等指控開庭審理。同月，法院首次开庭审理该案，内塔尼亚胡因此成为以色列首位接受司法审理的在任总理。2024年12月10日，内塔尼亚胡首次就起訴出庭作证。

### 三度出任总理：2022年至今

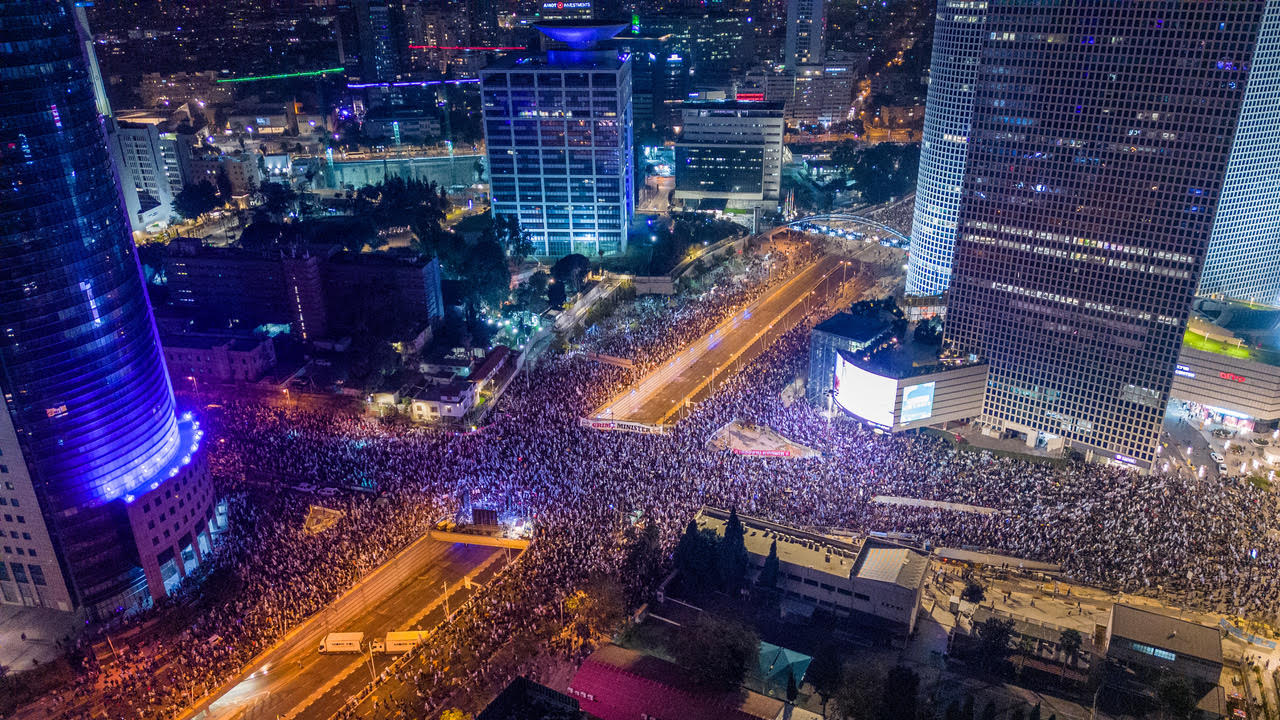
2023年3月抗議司法改革示威

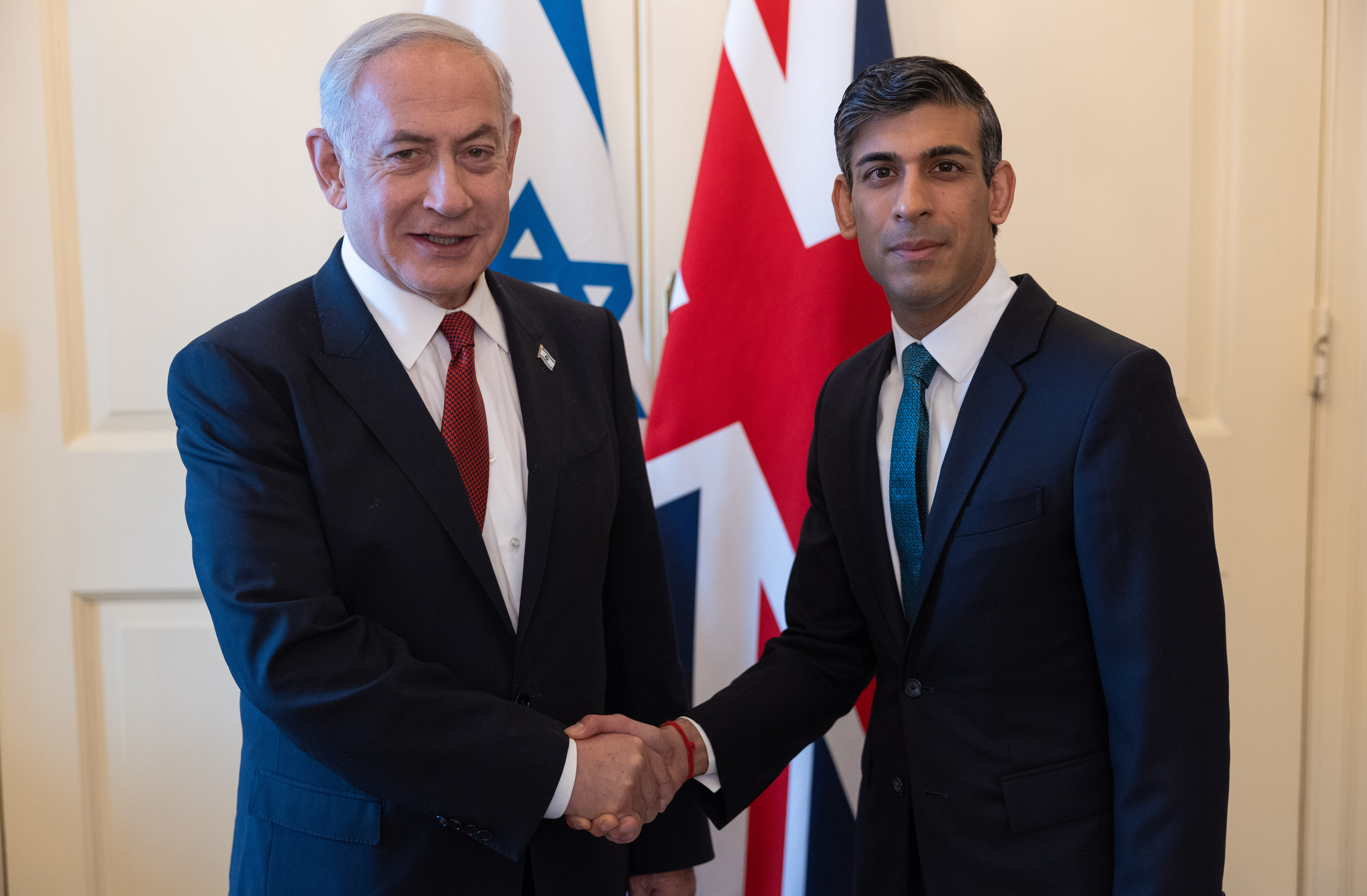
內塔尼亞胡與英國首相里希·蘇納克於2023年3月24日在倫敦會面.

在2022年選舉後，2022年12月21日，内塔尼亚胡宣布他已成功组建新一届政府。新政府于12月29日正式就任。
上任总理后不久，2023年1月，内塔尼亚胡便公布了司法改革方案，企图削减司法部门及议会对行政的影响力，引起了廣泛的批評，引爆连串示威活动。最终内塔尼亚胡抵挡不住外界的压力，于2023年3月，宣布将改革方案押后一个月进行二读，以便和议会反对派达成折中方案。最终在反对派议员集体抵制及民众抗议下，以色列议会执政党联盟于同年7月通过了司法改革方案。
以色列拒絕向烏克蘭運送致命武器。 2023年6月，內塔尼亞胡表示，以色列擔心“我們向烏克蘭提供的系統可能會落入伊朗手中並可能被逆向工程，我們會發現自己面臨著針對以色列的以色列系統。”
10月時，哈瑪斯等數個巴勒斯坦武装组织無預警突襲以色列。為此，内塔尼亚胡與各黨緊急成立了戰時内阁以應對。
戰爭的爆發導致以色列公民越來越不喜歡內塔尼亞胡和政府，因為人們認為在這個問題上其領導力失敗，要求內塔尼亞胡辭職的呼聲也越來越高。 一項民調顯示，56%的以色列人認為內塔尼亞胡必須在衝突後辭職，86%的受訪者認為該國領導層應對導致突襲襲擊的安全失誤負責。 10月29日，內塔尼亞胡在X（前身為 Twitter）上發帖，指責安全負責人對哈馬斯的襲擊負責； 該內容後來因批評而被刪除。
2024年5月20日，国际刑事法院检察官卡里姆·艾哈迈德汗申請對內塔尼亞胡和哈馬斯加沙走廊政府領導人葉海亞·辛瓦爾的逮捕令。此外，他申請兩名哈馬斯成員哈馬斯政治局主席伊斯梅爾·哈尼亞和伊宰·丁·卡桑烈士旅領導人穆罕默德·德伊夫以及以色列國防部部長約阿夫·加蘭特的逮捕令。2024年11月21日，国际刑事法院正式签发对内塔尼亚胡和加兰特的逮捕令。

## 外交政策

### 美以關係

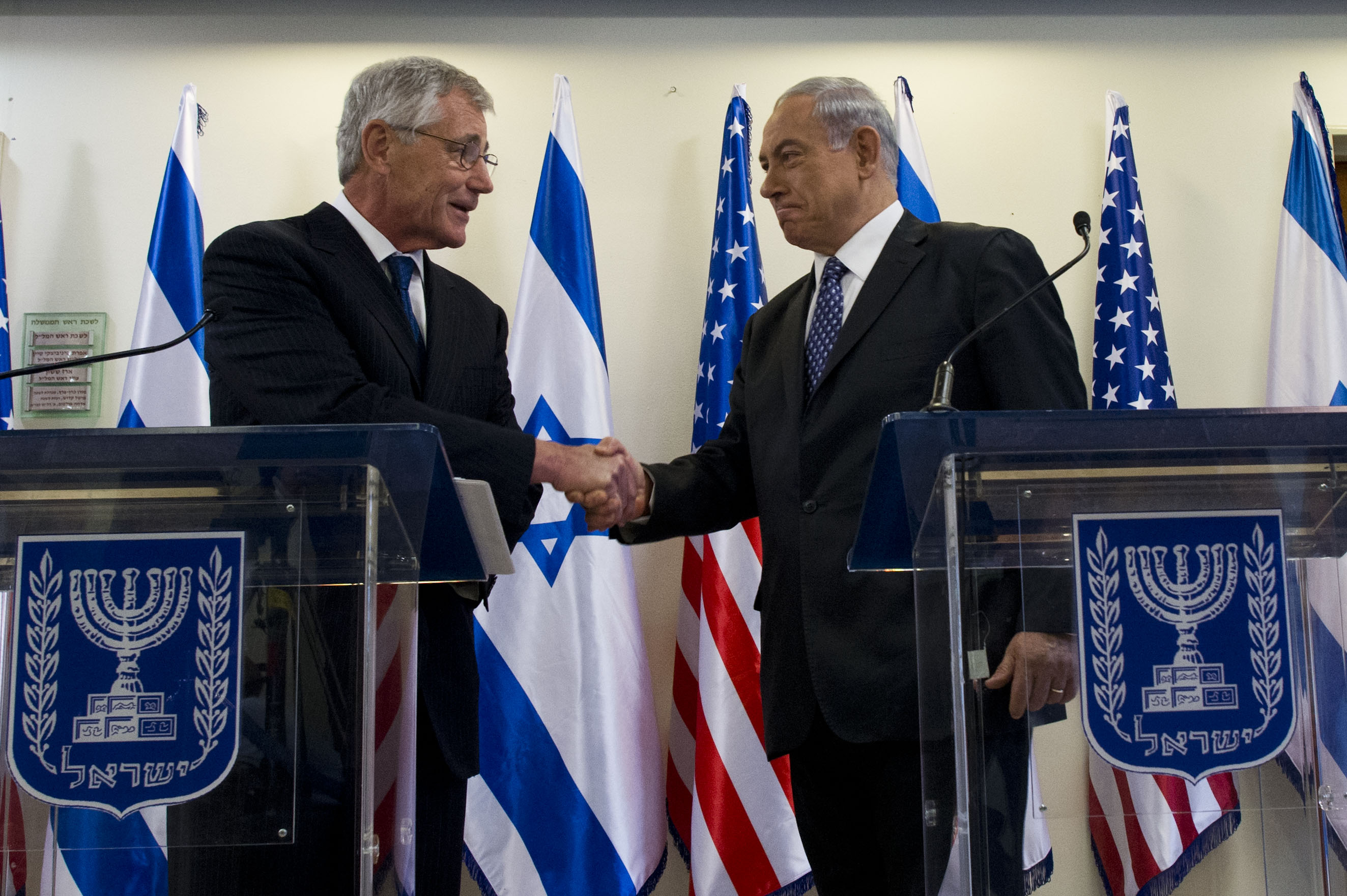
2014年5月内塔尼亚胡与美国国防部长查克·哈格尔会面

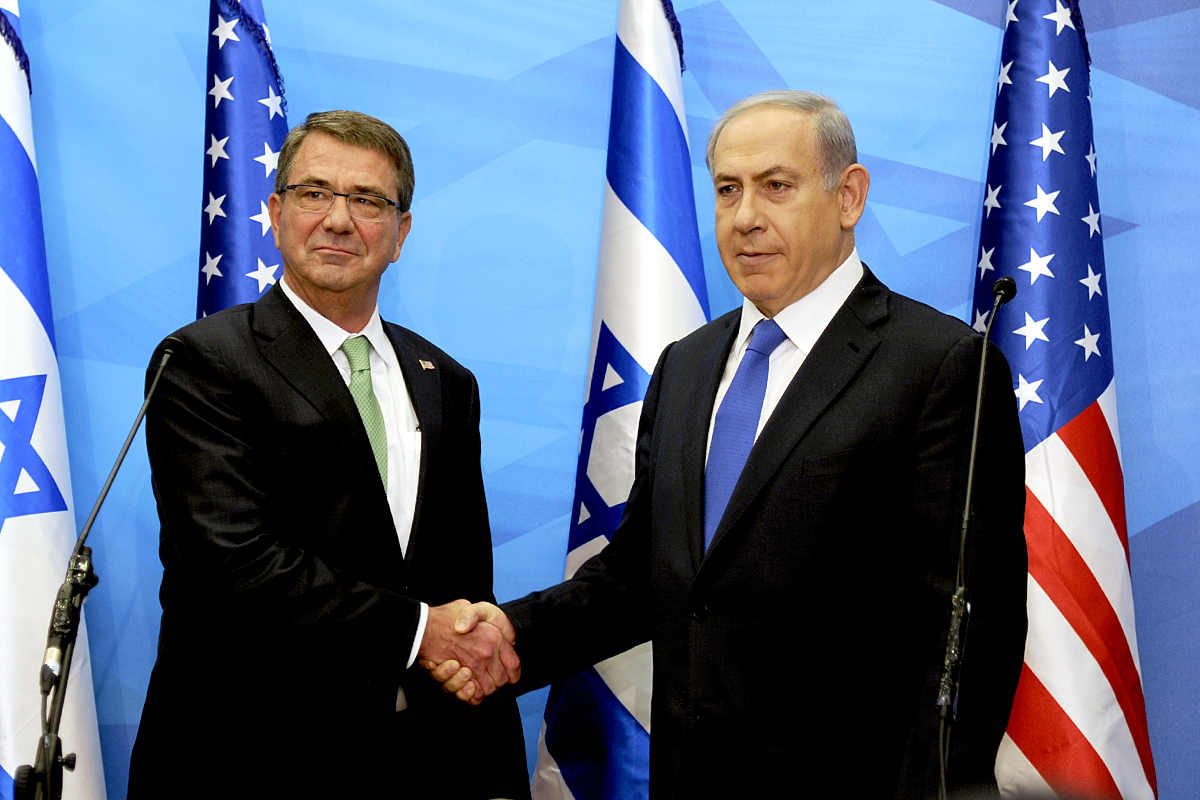
2015年7月内塔尼亚胡与美国国防部长阿什顿·卡特会面

憑籍在美国的留學及居住的經歷，内塔尼亚胡對美國的深切了解，使他十分重視與美国的外交關系。他認為美國是以色列最重要的盟友，能提供以武力解決所有問題的中東基石，鞏固美國在以色列以至中東的影響力，同時可震攝伊朗。惟他長期擔任以色列總理期間，有長達十一年的時間都是與主張中東平衡政策的民主黨政府打交道（克林頓及奥巴马政府），直至2017年1月以來才與共和黨政府（特朗普政府）打交道。
内塔尼亚胡一直被指與美國總統巴拉克·奥巴马政府關系欠佳，其右翼政府對兩國方案的消極態度，加上針對巴勒斯坦當局及擴大約旦河西岸以色列定居點的強硬取態，激怒了奥巴马領導的美国政府（奥巴马政府堅持兩國方案，並支持按1967年六日戰爭前的邊界讓巴勒斯坦立場，以色列政府一直拒絕接受）。
共和黨批評奧巴馬上任總統以來，一直對内塔尼亚胡欠缺尊重及禮待，尤其是奧巴馬在第一個總統任期並無出訪以色列（卻訪問了土耳其、埃及和部分阿拉伯國家），直至2013年才首次出訪以色列。
2016年12月，奥巴马在卸任前，美国在聯合國安全理事會第2334號決議上没有使用否决权，致使被認為針對以色列的决议案通过，這是第465號決議通過，36年以來的第一次。

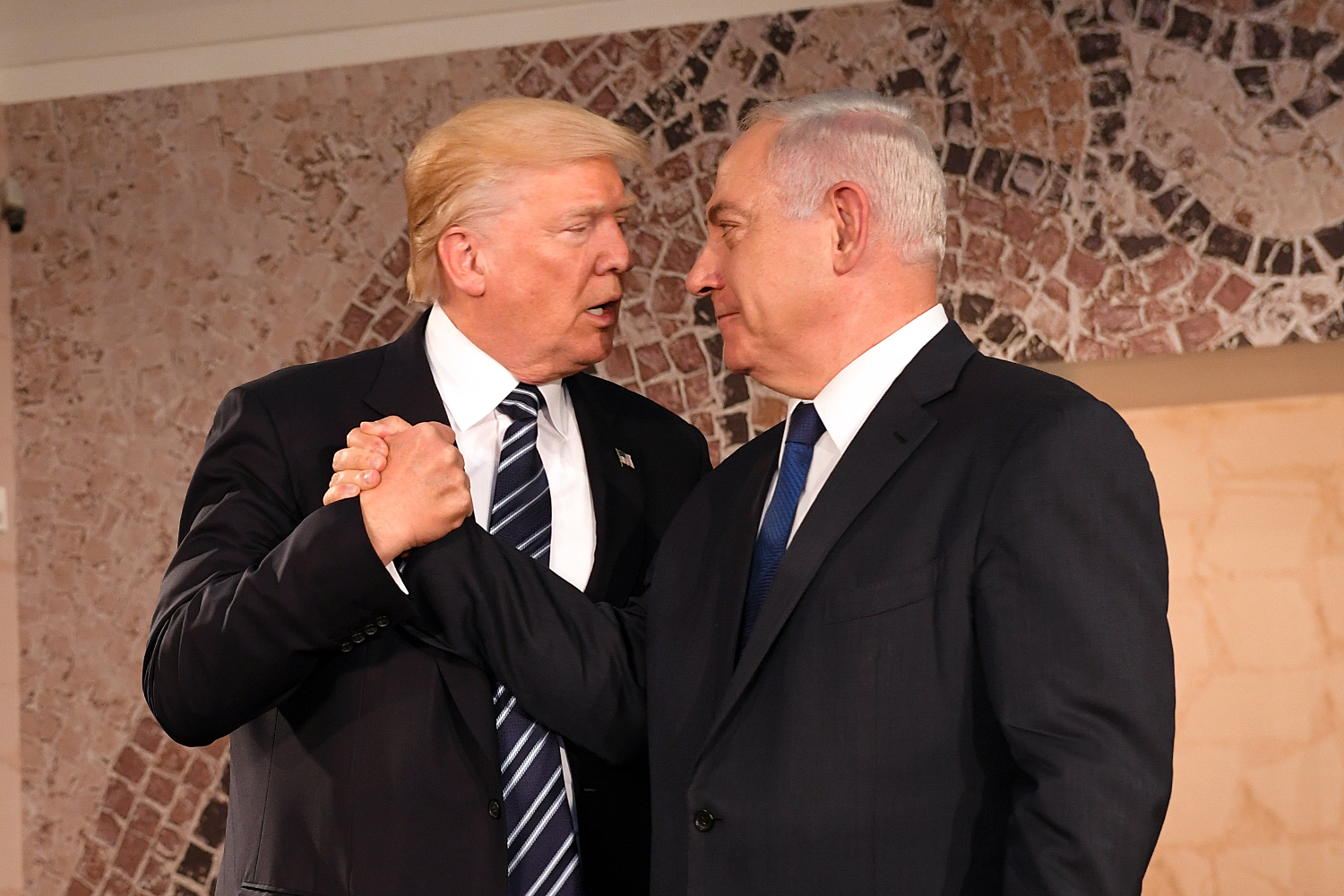
2017年5月23日，美國總統特朗普在以色列和内塔尼亚胡會面。

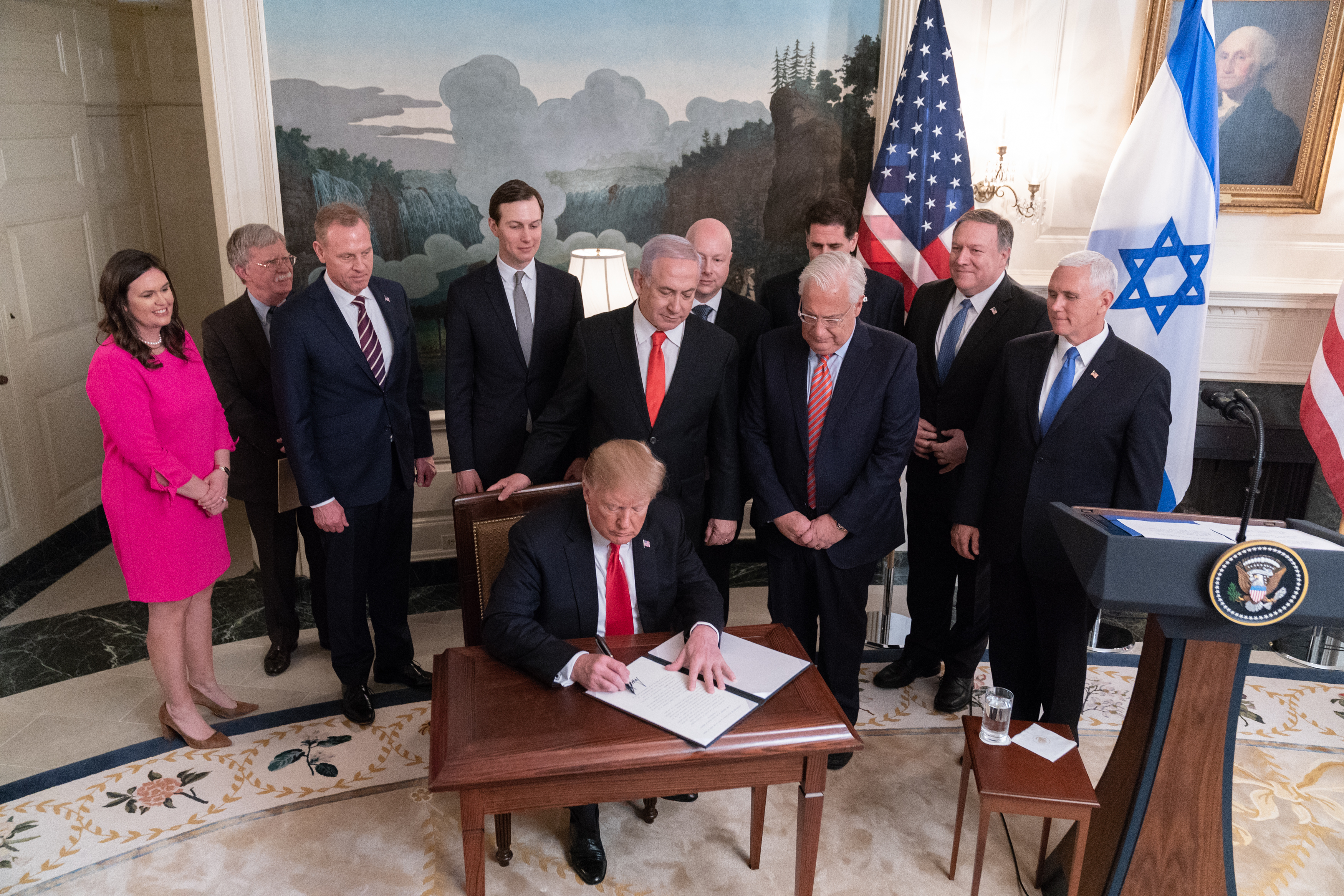
2019年3月，美國正式承認以色列拥有戈蘭高地的主权，内塔尼亚胡前往白宮見證美國總統特朗普簽署法律文件。

不過，自當勞·特朗普政府于2017年1月上任以來，美以關系出現明顯好轉。特朗普政府親以色列的立場，使兩國關係隨即回暖。2月，内塔尼亚胡訪美，到白宮與特朗普會面。5月，特朗普首次以美國總統身份出訪，第二站便選擇以色列作為出訪地區（首站出訪國家是沙特阿拉伯）。特朗普亦是首位以美國總統身份到訪哭牆的美國總統。2020年8月至9月，在特朗普居中协调下，以色列与阿拉伯联合酋长国与巴林签署《亚伯拉罕协议》，达成关系正常化。内塔尼亚胡对此感叹以色列多年的外交努力有所成果，同时对美国表达感谢和呼吁更多中东国家加入与以色列的和平协议。 内塔尼亚胡也派遣灭火队前往美国俄勒岡州与加州协助撲滅森林大火及救援任務。
2024年7月24日，内塔尼亚胡在美国国会联席会议上发表讲话。这是他第4次向美国国会议员发表演讲，数量打破了英国前首相丘吉尔创造的记录。

### 反伊朗立場
内塔尼亚胡反對與伊朗和解、反對與拒絕承認以色列的阿拉伯國家或其他伊斯蘭國家組織同盟，但在反對伊朗政府的方面，他及以色列政府的立場卻與長期和以色列維持敵對關系的沙特阿拉伯及其他阿拉伯國家持相同立場，皆反對伊朗擁有及研發核武的權利，同時亦指控伊朗支援國外的恐怖主義活動。
2015年3月3日，以色列总理内塔尼亚胡在競選期間，應共和黨的美國眾議院議長約翰·博納單方面邀請（無按照傳統事先徵求及知會總統），到美國國會參眾兩院聯席會議發表演講，使他成為第二位三次在美國國會發表演講的政府首腦，打平英國首相溫斯頓·邱吉爾的紀錄。内塔尼亚胡在美國國會的演講內容，主要是批評美國及另外五國（中、英、法、德、俄）與伊朗達成的伊朗核協議，他在演講中批評伊朗並不可信靠，而因博納並無事先徵求及知會總統奧巴馬，歐巴馬總統也拒絕在白宮接見内塔尼亚胡，並在一些媒體訪談中稱，内塔尼亚胡對中東沒有建設性及新建議，也無在白宮觀看他的演講直播。其前往美國國會演講時，全體共和黨及部分民主黨的議員起立鼓掌，但民主黨的議員則有50多人缺席演講，部分民主黨人選擇在議員辦公室觀看演講，但拒絕進入眾議院議場聆聽演講。共和黨的反對伊朗核協議立場亦與内塔尼亚胡相同，他們認為伊朗重新在國際社會立足，會對美國盟國以色列及沙特阿拉伯構成威脅（儘管以色列及沙特阿拉伯是敵對關係，但兩國同樣反對伊朗政權），這也是内塔尼亚胡獲邀請及堅持赴美演講的原因。

### 以巴冲突
特种部队服役的經歷，加上其兄死於戰爭，使其深信锡安主义，他並不信任巴勒斯坦民族權力機構，也反對巴勒斯坦擁有軍隊，同時亦反對依照1967年六日戰爭前的邊界讓巴勒斯坦建國。

### 中以關係
2017年4月，内塔尼亚胡访问中华人民共和国，纪念两国建交25周年，并签订一系列合作协议。

## 经济政策
内塔尼亚胡主张削减福利，推动阿拉伯裔以色列人和犹太教正统派就業，减轻企业税负负担。

## 家庭
- 第一任前妻─Miriam Weizmann（1949年9月13日－）：希伯来大学化学学士学位；與內塔尼亞胡在以色列相戀，1972年兩人赴美讀研。1972年結婚，育1女Noa Netanyahu-Roth（1978年4月29日－）；1978年離婚。
- 第二任前妻─Fleur Cates（Fleur Harlan, 1947年9月20日－）：出生于英格兰。她獲英国剑桥大学的BA学士学位，獲美国波士顿哈佛商学院的M.B.A.学位。她于1978年31歲在波士顿咨询集团工作时遇到了已婚的29歲内塔尼亚胡。当时他的懷孕妻子发现了婚外情，要求離婚。内塔尼亚胡于1981年与Fleur Cates结婚，凯茨皈依犹太教并随他一起移居以色列。但1984年离婚。目前，凱茨是美国研究中心顾问委员会成员，一个美国的无党派高级管理人员组织，利用他们的业务经验帮助政府领导人实施解决国家安全问题的方案。 她居住在Wainscott NY，曾住纽约曼哈顿。
- 第三任妻子─萨拉·内塔尼亚胡（英语：Sara Netanyahu）（1958年11月5日－）：心理学家；1980年嫁Doron Neuberger；1987年離婚；1991年3月奉子成婚嫁內塔尼亞胡；夫婦育有两个儿子：Yair Netanyahu（英语：Yair Netanyahu）（1991年7月26日－）and Avner Netanyahu（1994年10月10日－）。